# Sarek (Star Trek: La nova generació)
"Sarek" (títol original en anglès "Sarek") és el 23è episodi de la tercera temporada de la sèrie de televisió de ciència-ficció estatunidenca Star Trek: La nova generació, i el 71è de tota la sèrie, que es va emetre originalment el 14 de maig de 1990, en redifusió als Estats Units. La història de l'episodi va ser creada per Marc Cushman i Jake Jacobs, amb la pel·lícula escrita pel novel·lista de fantasia Peter S. Beagle. Va ser dirigit per Les Landau.
Ambientada al segle XXIV, la sèrie segueix les aventures de la tripulació de la nau de la Flota Estel·lar de la Federació Enterprise-D sota el comandament del capità Jean-Luc Picard. En aquest episodi, Sarek (Mark Lenard), el pare de Spock ] i un ambaixador molt respectat però vell, és transportat per l'Enterprise a la seva darrera missió per a la Federació. Mentre es troba a bord de la nau, la tripulació experimenta un esclat d'ira irracional entre ells. Es revela que Sarek té la síndrome de Bendii, que telepàticament està causant els problemes entre la tripulació. Només es resol després de la fusió mental del vulcanià amb el capità Jean-Luc Picard (Patrick Stewart).
L'aparició de Lenard va ser suggerida originalment per Gene Roddenberry com una alternativa a una aparició de Leonard Nimoy, ja que es sospitava que seria massa car que aquest últim actor reprengués el paper de Spock a la televisió. Roddenberry havia prohibit anteriorment les referències a Star Trek (sèrie original) a La nova generació tot i que va buscar tenir DeForest Kelley com a Leonard McCoy a l'episodi de llançament de TNG Trobada a Farpoint. La inclusió de Sarek al seu episodi homònim, juntament amb una menció a Spock, va ser vista per la tripulació de La nova generació com un avenç, que els va permetre fer referència a La sèrie original amb més llibertat en el futur. La salut deficient de Sarek pretenia ser una referència a la salut en declivi de Roddenberry. "Sarek" va rebre una puntuació de Nielsen del 10,6 per cent; va ser elogiat per la crítica, que va elogiar les actuacions tant de Lenard com de Stewart.

## Argument
L'ambaixador de la Federació Sarek (Mark Lenard) de Vulcà ha arribat a bord del Enterprise amb la seva dona humana, Perrin (Joanna Miles). La seva missió és assistir a una conferència per assentar les bases de les relacions comercials entre la Federació i una raça alienígena anomenada legarans, després del qual es retirarà per vellesa. Encara que el capità Jean-Luc Picard (Patrick Stewart) i la seva tripulació intenten proveir a Sarek i li han organitzat un concert de música de cambra, l'ambaixador expressa aprensió i molèstia. Picard es sorprèn quan Sarek comença a plorar enmig de l'actuació, un tret emocional que normalment suprimeixen els vulcanians.
A l'altra banda de la nau, els membres de la tripulació comencen a actuar amb una hostilitat poc característica els uns als altres, provocant una gran baralla a la sala Ten Forward. L'inici dels esdeveniments està lligat a l'arribada de Sarek. La consellera de la nau Deanna Troi (Marina Sirtis) i la directora mèdica, la doctora Beverly Crusher (Gates McFadden) creuen que Sarek pot patir la síndrome de Bendii, una malaltia neurològica degenerativa rara que només afecta els vulcanians d'edat avançada. Aquesta condició fa que els individus perdin el control de les seves emocions i emeten "empatia difusa", desestabilitzant les emocions dels altres que els envolten. Picard intenta apropar-se a Sarek sobre això, però els ajudants de Sarek neguen que hi hagi problemes. Picard demana al tinent comandant Data (Brent Spiner) que parli amb Sakkath (Rocco Sisto), el segon assistent de Sarek, que té un respecte mutu amb Data; Les dades confirmen que Sakkath ha estat intentant canalitzar la seva força emocional cap a Sarek, però s'ha vist aclaparat per les pressions de la conferència. Picard s'enfronta directament a Sarek sobre l'assumpte, que intenta negar el problema. Quan Sarek es trenca emocionalment davant de Picard, Picard s'adona que potser hauran de cancel·lar la conferència.
Mentre Picard es prepara per cancel·lar amb els Legarans, arriba Perrin i suggereix una opció alternativa: Sarek podria fer fusió mental amb un altre, permetent-li transferir temporalment les seves emocions a algú altre. Això deixaria Sarek capaç de completar amb èxit la conferència i mantenir la seva dignitat, reputació i honor. Sarek, però, adverteix dels possibles perills per a la ment del receptor de les fortes emocions de Sarek. Picard accepta de bon grat ser l'amfitrió. Sarek realitza la fusió mental amb Picard, i és capaç de mantenir el control total de les seves emocions durant la conferència. Tanmateix, Picard, vigilat de prop per la Dra. Crusher, pateix les nombroses emocions que Sarek ha acumulat durant anys, inclòs el seu lament de no haver pogut mostrar el seu amor per la seva dona Amanda, el seu fill Spock o la seva actual dona Perrin. Amb ls conferència completada amb èxit, Sarek es prepara per acomiadar-se. Picard li fa saber a la Perrin l'amor de Sarek per ella, i Perrin diu que sempre ho ha sabut. Sarek agraeix a Picard la seva amabilitat, i amb profund respecte afirma: "Sempre conservarem la millor part de l'altre, dins nostre".

## Repartiment i doblatge al català
La sèrie va ser doblada al català pels estudis Tramontana (primera part) i Soundtrack (segona part) i emesa a TV3 l’any 1991. Els dobladors de l'episodi foren:
| Personatge             | Actor/actriu    | Veu en català    |
| ---------------------- | --------------- | ---------------- |
| Jean-Luc Picard        | Patrick Stewart | Joan Crosas      |
| William Riker          | Jonathan Frakes | Antoni Forteza   |
| Data                   | Brent Spinner   | Joaquim Sota     |
| Geordi La Forge        | LeVar Burton    | Aleix Estadella  |
| Worf                   | Michael Dorn    | Enric Arquimbau  |
| Beverly Crusher        | Gates McFadden  | Aurora Garcia    |
| Deanna Troi            | Marina Sirtis   | Victòria Pagès   |
| Wesley Crusher         | Will Wheaton    | Roger Pera       |
| Sarek                  | Mark Lenard     | Isidro Sola      |
| Perrin                 | Joanna Miles    | Núria Cugat      |
| Sakkath                | Rocco Sisto     | Albert Roig      |
| Miles O'Brien          | Colm Meaney     | Xavier Fernández |
| Ki Aloysius Mendrossen | William Dennis  | Enric Arredondo  |
| Oficial científic      | John H. Francis | Joan Pera        |

## Producció

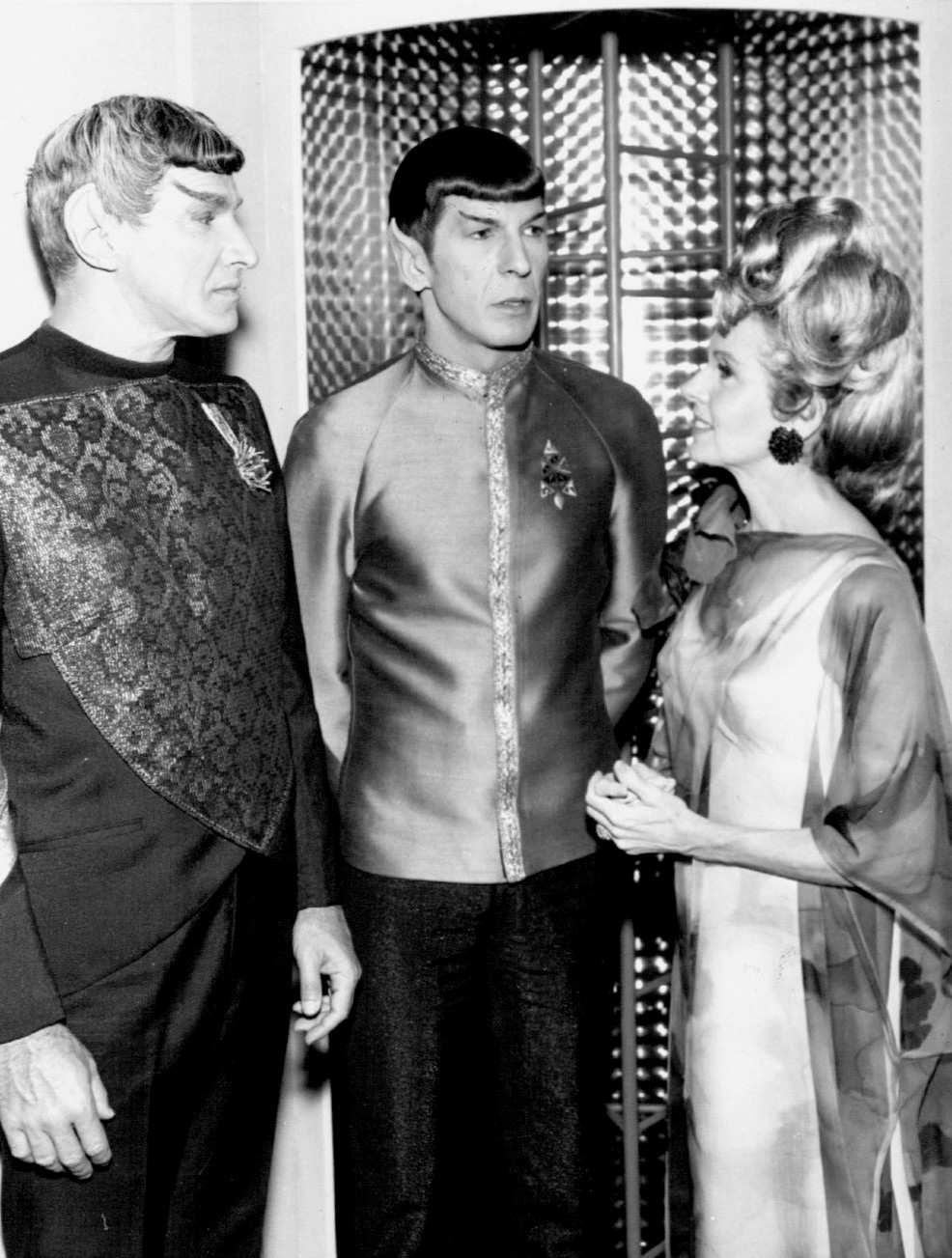
Mark Lenard (a la foto de l'esquerra) com Sarek a "Viatge a Babel"

Després del suggeriment del creador Gene Roddenberry que La nova generació no es podria permetre l'aparició de Leonard Nimoy com a Spock, es va suggerir en una nota que Mark Lenard podria aparèixer com el pare de Spock a la pantalla, Sarek. Lenard havia fet la seva primera aparició com Sarek a l'episodi de Star Trek (sèrie original) "Viatge a Babel". Trent Christopher Ganino i Eric A. Stillwell van començar a treballar en un guió que implicava tant a Lenard com a Sarek com a Denise Crosby com a Tasha Yar. Això va ser perquè Crosby va dir a Stillwell que volia tornar al programa després que el seu personatge fos assassinat a "Pell de diable" a la primera temporada de La nova generació. Aquest script canviaria amb el temps per convertir-se en "L'Enterprise del passat".
La presentació original de Ganino i Stillwell per a "L'Enterprise del passat" va comptar amb un equip de científics vulcanians, liderats per Sarek. Viatgen accidentalment al passat fent servir el Guardià del Futur (un portal del temps vist a l'episodi "La ciutat a la frontera del futur") i maten Surak, el fundador de la lògica vulcaniana moderna. Quan tornen al present, descobreixen que els vulcanians estan aliats amb els romulans i en guerra amb la Federació. Només Sarek i els seus científics vulcanians no es veuen afectats pel canvi, per la qual cosa opta per tornar al passat i substituir Surak, permetent que la línia de temps sigui restaurada. Michael Piller no estava content amb aquest guió ja que volia que l'episodi estigués més centrat en el repartiment de La nova generació; com a tal, Sarek i el guardià van ser eliminats de la història.
Quan va ser llançat per Marc Cushman i Jake Jacobs, la idea que va formar la base de "Sarek" presentava un personatge original en lloc de Sarek L’equip d’escriptors considerava que el concepte de malaltia degenerativa seria un tema amb el qual els espectadors es podrien relacionar, ja que podria ser una metàfora de la demència en la gent gran. Aleshores es va desenvolupar l'element de la trama en què la malaltia causaria problemes telepàtics per a la resta de la tripulació, amb Sarek afegit a la trama en una fase tardana per tal d'assegurar un impacte emocional en l'audiència. Piller va dir que "porta a casa la idea que fins i tot el més gran dels homes està subjecte a la malaltia". També va dir que la trama era una referència directa a la salut en declivi de Roddenberry. El guió va ser escrit pel famós autor de fantasia Peter S. Beagle, més conegut per la seva novel·la de 1968 The Last Unicorn.
A causa de les diferències cronològiques entre els escenaris de La sèrie original i La nova generació, es va decidir que la primera esposa de Sarek, Amanda Grayson, hauria mort en el moment dels esdeveniments de "Sarek". Com a tal, el personatge de Perrin va ser creat com a segona esposa humana per a Sarek. Perrin va ser interpretada per Joanna Miles en la seva primera aparició a Star Trek. Tant Miles com Lenard tornarien en els mateixos papers per a la primera part de l'episodi de cinquena temporada "Unificació". Els guionistes i productors estaven nerviosos per esmentar Spock a "Sarek", amb una primera versió del guió només demanant una referència per part de Picard al casament del fill de Sarek. La tercera temporada havia vist una relaxació en la direcció anterior de Roddenberry que La nova generació no podia tocar aspectes de La sèrie original. Això es va veure especialment al final de "Sarek", en què Picard esmenta Spock pel seu nom durant la fusió mental. Piller va descriure més tard aquest acte com "l'avenç que ens va permetre obrir les portes, que ens va permetre començar a abraçar el nostre passat".
L'episodi inclou diverses obres de música clàssica en un concert destinat a incloure música de Wolfgang Amadeus Mozart. Mentre que la primera és el Quartet de corda núm. 19 en do major de Mozart, la segona peça és Sextet de corda núm. 1 de Johannes Brahms. La resta de l'episodi va ser puntuat per Dennis McCarthy; "Sarek" va ser un dels diversos episodis en què va treballar. El guionista editor Ronald D. Moore pensava que "Sarek" era millor que "Viatge a Babel", i va permetre a Lenard fer una "actuació sòlida". El director Les Landau també va elogiar l'actuació de Lenard, dient que un moment en què una llàgrima roda per la cara de Sarek va ser retratat com "una cosa especial". Va afegir que la dinàmica de l'escena de la fusió mental va assolir "un nivell que crec que és clàssic en la història de Star Trek", va qualificar l'actuació de Stewart com a "veritablement espectacular". L'escena de la fusió mental es va rodar en una sola presa.

## Llançament i recepció

### Emissió
"Sarek" es va emetre en redifusió durant la setmana que va començar el 12 de maig de 1990. Va rebre una puntuació de Nielsen de 10,6, que reflecteix el percentatge de totes les llars que miraven l'episodi durant la seva franja horària. Aquesta va ser la valoració més alta rebuda per la sèrie des de "Les vacances del capità" sis setmanes abans. Cap episodi de La nova generació va rebre qualificacions més altes fins a la segona part de "El bo i millor d'ambdós mons", que va obrir la quarta temporada.

### Recepció crítica
Mark Jones i Lance Parkin, al seu llibre Beyond the Final Frontier: An Unauthorised Review of Star Trek, van escriure que "Sarek" "podria haver premut simplement els botons de fanboy", però en realitat era "una història commovedora d'un gran home abatut per la vellesa i la malaltia". Van elogiar Lenard, però van pensar que Stewart "roba l'espectacle amb una actuació extraordinària". Chris Gregory, al seu llibre Star Trek: Parallel Narratives, va suggerir que la síndrome de Bendii tal com es veu en aquest episodi "té ressò de la malaltia d'Alzheimer". James Van Hise i Hal Schuster, a The Complete Trek: The Next Generation, van comparar la trama de "Sarek" amb la de l'episodi de La sèrie original "El dia del colom". Van qualificar "Sarek" d' "excel·lent" i van dir que va ser "emocionant i emotiu, amb conflictes reals superats per persones reals". Van afegir que "la televisió no és molt millor que això."

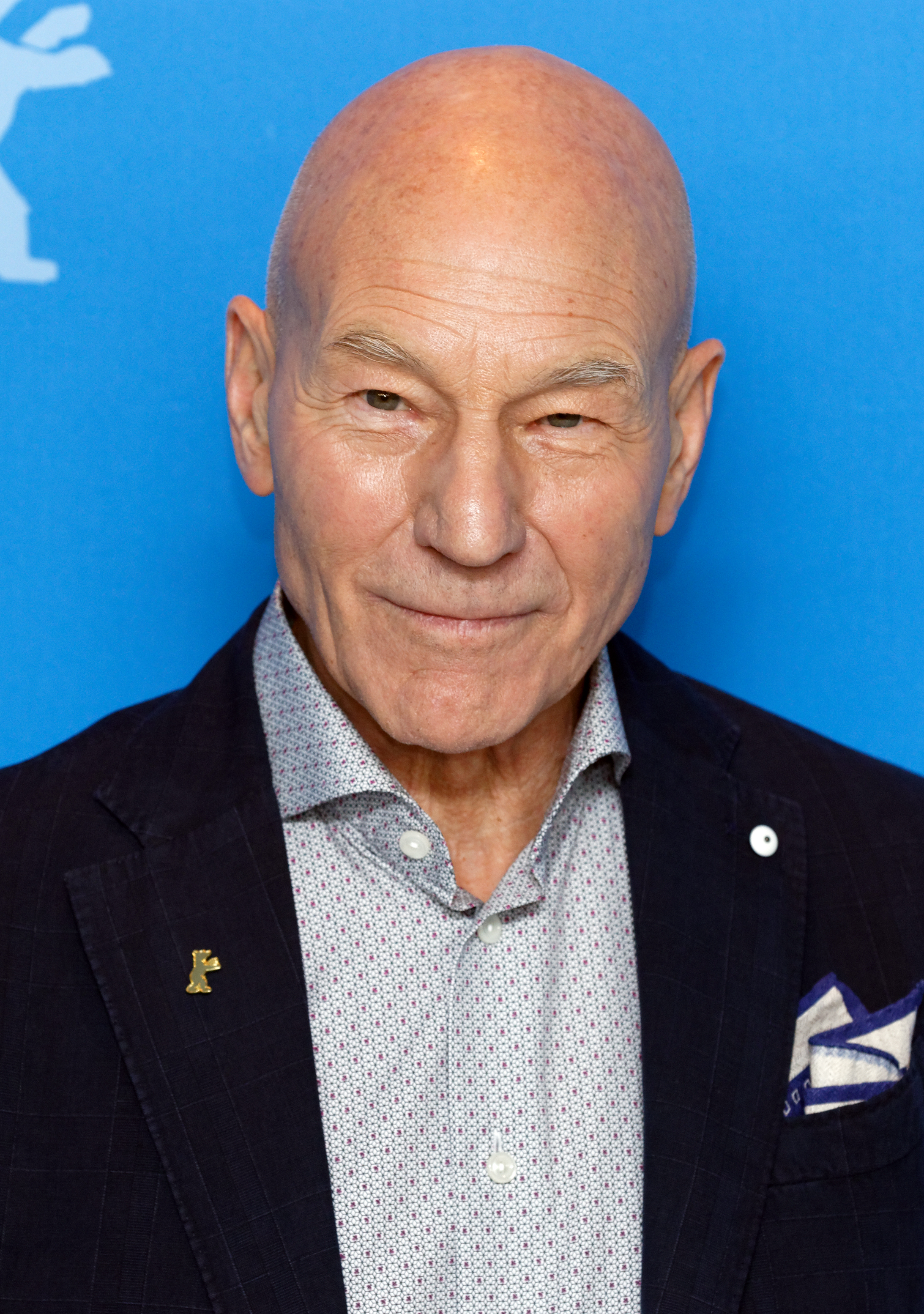
Els crítics van elogiar l'actuació de Patrick Stewart (a la foto del 2017) a l'escena de la fusió mental, que es va rodar en una sola presa.

Zack Handlen va ressenyar l'episodi el 2010, per a The A.V. Club, donant-li una qualificació d'A. Va elogiar el fet que no hi havia cap misteri a l'episodi, i que es va explicar immediatament que Sarek era la causa dels problemes dels membres de la tripulació. Va afegir que hi havia una "bellíssima senzillesa en aquest concepte, una elegància que fa que la tragèdia al cor de l'episodi sigui encara més potent". Handlen va dir que l'escena en què Picard tracta les emocions de Sarek després de la fusió mental va ser una "obra notable, un nivell d'intensitat nua i crua que poques vegades arribem a [La nova generació], i en mans d'un actor menor (bàsicament qualsevol altra persona del conjunt), això podria haver estat ridícul".
Keith DeCandido, en una ressenya del 2012 per a Tor.com, va donar a l'episodi una puntuació de 7 sobre 10. Va dir que la majoria del repartiment convidat era "pràctic enlloc", però que l'eix vertebrador de l'episodi era Lenard interpretant a Sarek, "un dels papers més estimats de la història i la il·lustració de la franquícia és un episodi recurrent de la il·lustració del perquè". Va qualificar la trama de la telepatia de "coses de ciència-ficció ximples", però va elogiar la direcció de Landau a, entre d'altres, l'escena dels concerts, que va anomenar un "tour de force". Va dir, però, que la part més destacada de l'episodi va ser la interacció de Stewart i Lenard, a qui va referir-se com "dos grans actors al cim absolut del seu paper". Va dir que "Stewart simplement és propietari de la fusió mental, una escena turbulenta i crua que deixa el personatge de Sarek completament exposat, i Stewart la ven de manera sorprenent. En aquest moment, les invencions de la trama s'obliden, ja que t'adones que tot l'episodi va valer la pena per veure aquesta escena sorprenent".
James Hunt, que va ressenyar "Sarek" per a Den of Geek el 2014, va apreciar la metàfora de l'episodi de la salut en declivi de Gene Roddenberry. Va considerar que no hi havia seguiment dels trastorns emocionals patits per la tripulació, però va dir que malgrat això l'episodi va funcionar per la presència de Lenard com Sarek. Va dir que "astutament construeixen el respecte [de Sarek] per Picard al llarg de l'episodi perquè la solució proposada al seu problema no sembli massa exagerada, i la relació entre Lenard i Stewart és tan immediata que es pot creure que una fusió mental literal té sentit per als personatges. No és un episodi perfecte pel que fa a la seva escriptura, però l'actuació ho ven molt millor del que hauria pogut." L'any 2014, l'episodi es va classificar com el 70è millor dels més de 700 episodis de la franquícia Star Trek de Charlie Jane Anders per a io9.
En un article del 2016 que destacava el millor episodi de cada sèrie de Star Trek, Digital Trends va donar a "Sarek" una menció honorífic .
El 2017, Den of Geek va classificar Mark Lenard com a Sarek a Star Trek: La nova generació com un dels deu millors papers d'estrella convidada a Star Trek: La nova generació, destacant les seves actuacions a "Sarek" i també a "Unificació" (parts I i II).
El 2017, Nerdist va classificar "Sarek" com l'onzè millor episodi de Star Trek: La nova generació. El 2017, ScreenRant va classificar aquest episodi com el vuitè episodi temàticament més fosc de la franquícia Star Trek, assenyalant com aborda la dificultat de la malaltia en la vellesa; en aquest cas, l'anteriorment respectat diplomàtic Sarek és "emotiu, impredictible i desorientat" a causa de la fictícia síndrome de Bendii. Comparen aquesta malaltia fictícia de Star Trek amb malalties reals com l'Alzheimer i el Parkinson.
El 2019, The Hollywood Reporter va incloure aquest episodi entre els vint-i-cinc millors episodis de Star Trek: La nova generació.

### Llançament en mitjans domèstics
"Sarek" es va publicar per primera vegada en vídeocasset VHS el 3 d'octubre de 1995 als Estats Units i Canadà. L'episodi es va publicar amb la caixa del DVD de la tercera temporada de Star Trek: La nova generació, llançat als Estats Units el 2 de juliol de 2002. Va ser llançat per cop en Blu-ray d'alta definició als Estats Units el 30 d'abril de 2013.